# Gallia Narbonensis

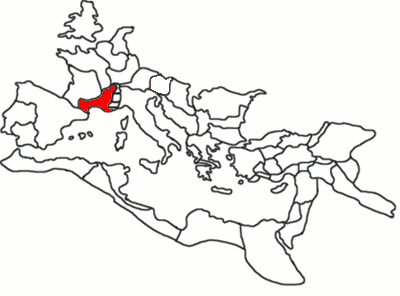
A Római Birodalom ca. Kr. u. 120-ban és Gallia Narbonensis

Gallia Narbonensis római provincia volt a mai Languedoc és Provence területein (Dél-Franciaország).
Kr. e. 121-ben lett provincia, eredetileg Gallia Transalpina néven. A rómaiak a késő császárkorban, amikor a többi tartomány már nagyrészt elveszett, úgy is nevezték: Provincia Nostra („a mi provinciánk”), vagy egyszerűen csak úgy, hogy Provincia. Ez utóbbi elnevezés máig fennmaradt Provence régió nevében. A Gallia Narbonensis név Narbo Martius (Narbonne) római colonia nevéből származott. 
Az Itália szomszédságában lévő terület uralása egyben az Ibériai-félsziget északi-északkeleti részére, Tarragonensis provinciába vezető út biztosítását is jelentette Róma számára, védőernyőt jelentett Gallia törzseinek támadásai ellen és a Rhodanus (Rhône) folyó völgye jól jövedelmező kereskedelmi útvonalai feletti ellenőrzést (ez volt a Gallia és Massalia közti élénk áruforgalom fő csatornája).
Augustus alatt a senatusi kezelésű provinciák körébe került.